# Liste d'élections infranationales en 2025
Chronologie des élections infranationales
- 2021
- 2022
- 2023
- 2024
- 2025
- 2026
- 2027
- 2028
- 2029

Cette liste recense les élections infranationales organisées durant l'année 2025. Elle inclut les élections (territoriales, régionales, municipales,...) et référendums locaux dans les territoires faisant partie d'États souverains,.
Les scrutins nationaux ou dans des territoires sécessionnistes sont répertoriés dans la liste d'élections nationales en 2025.

## Par mois

### Janvier
| Date       | Pays        | Élections   | Contexte         | Résultats |
| ---------- | ----------- | ----------- | ---------------- | --- |
| 19 janvier | Burgenland  | Régionales  | Land d'Autriche. | Parlement sans majorité. Le Parti social-démocrate (SPÖ, centre gauche, social-démocratie) perd sa majorité absolue. Le Parti de la liberté (extrême-droite national-conservatrice, populiste et pro-russe) devient le deuxième force au Landtag. Le gouverneur sortant Hans Peter Doskozil (SPÖ) forme une coalition de gouvernement avec Les Verts, arrivés en quatrième. |
| 29 janvier | Azerbaïdjan | Municipales |                  | |

### Février
| Date       | Pays                    | Élections    | Contexte                               | Résultats |
| ---------- | ----------------------- | ------------ | -------------------------------------- | --- |
| 7 février  | Îles Turques-et-Caïques | Législatives | Territoire d'outre-mer du Royaume-Uni. | Le Parti national progressiste conserve sa large majorité absolue au Parlement (centre gauche, social-démocratie). Washington Misick est reconduit au poste de Premier ministre. |
| 16 février | Comores                 | Municipales  |                                        | |
| 18 février | Bermudes                | Législatives | Territoire d'outre-mer du Royaume-Uni. | Malgré une légère baisse, le Parti travailliste progressiste (centre gauche social-démocratie) conserve sa majorité absolue à l'Assemblée. David Burt est reconduit au poste de Premier ministre. |
| 26 février | Anguilla                | Législatives | Territoire d'outre-mer du Royaume-Uni. | Alternance. Le Front uni d'Anguilla (centre droit conservatisme libéral) remporte la majorité absolue, au détriment Mouvement progressiste d'Anguilla (centre gauche libéral progressiste) qui ne conserve que 3 sièges sur 11. Cora Richardson-Hodge est nommée Première ministre, devant la première femme à occuper cette fonction. |
| 27 février | Ontario                 | Législatives | Province du Canada                     | Le Parti progressiste-conservateur du Premier ministre Doug Ford, au pouvoir depuis 2018, conserve sa majorité absolue. |

### Mars
| Date    | Pays                  | Élections                    | Contexte | Résultats |
| ------- | --------------------- | ---------------------------- | --- | --- |
| 2 mars  | Hambourg              | Régionales                   | Commune et Land allemand | Parlement sans majorité. Malgré une baisse, le Parti social-démocrate du Premier bourgmestre Peter Tschentscher arrive en tête, l'Union chrétienne-démocrate d'Allemagne progresse fortement en prenant la deuxième place face aux Verts en reculent, Die Linke obtient plus de 10 % des voix et arrive quatrième, l'Alternative pour l'Allemagne progresse modérément. En attente de la formation d'un gouvernement. |
| 2 mars  | Valais                | Cantonales                   | Canton suisse. | |
| 5 mars  | Tristan da Cunha      | Législatives                 | Territoire d'outre-mer du Royaume-Uni. Il n'existe pas de partis politiques : Tous les candidats se présentent en indépendant. | Trois conseillers de l'île sont reconduits, tandis que quatre autres échouent à leur réélection. Le chef du Conseil de l'île sortant James Glass est battu par Ian Lavarello qui revient à la tête de l'assemblée de l'île. |
| 8 mars  | Australie-Occidentale | Législatives et sénatoriales | État d'Australie. | Le Parti travailliste (centre gauche social-démocrate, progressiste) conserve sa majorité absolue à l'Assemblée mais la perd au Conseil législatif. Roger Cook (travailliste) demeure Premier ministre. |
| 9 mars  | Soleure               | Cantonales                   | Canton suisse. | |
| 11 mars | Groenland             | Législatives                 | Territoire autonome du Danemark.                                                                                               | Parlement sans majorité. Le parti d'opposition les Démocrates (centre-droit social-libéral, indépendantisme modéré) arrive en tête avec un tiers des sièges. Le Inuit Ataqatigiit (gauche socialiste et indépendantiste) du Premier ministre sortant Múte Bourup Egede perd près de la moitié de ses sièges. Jens Frederik Nielsen est nommé Premier ministre.                                                        |
| 21 mars | Curaçao               | Législatives                 | Pays constitutif du royaume des Pays-Bas.                                                                                      | Le Mouvement pour l'avenir de Curaçao (centre droit indépendantiste) remporte la majorité absolue aux États, une première dans l'histoire de l'île En attente de la formation d'un gouvernement. |
| 23 mars | Madère                | Régionales                   | Région autonome du Portugal. Scrutin anticipé.                                                                                 | Le Parti social-démocrate (PPD/PSD, centre-droit chrétien conservateur) arrive largement en tête et remporte la majorité absolue avec son allié du CDS – Parti populaire (CDS-PP, droite conservateur). Le PPD/PSD et le CDS–PP forme un gouvernement majoritaire avec à sa tête le président du gouvernement sortant Miguel Albuquerque.                                                                             |
| 23 mars | Neuchâtel             | Cantonales                   | Canton suisse. | |

### Avril
| Date      | Pays         | Élections                | Contexte | Résultats |
| --------- | ------------ | ------------------------ | --- | --- |
| 1er avril | Groenland    | Municipales              | Territoire autonome du Danemark. | Le Siumut (centre-gauche, social-démocrate indépendantiste) arrive en tête. Les Démocrates (centre-droit social-libéral, indépendantisme modéré) réalise une importante percée, tandis que le Inuit Ataqatigiit (gauche socialiste et indépendantiste) perd la moitié de ses conseillers municipaux. |
| 27 avril  | Vienne       | Régionales               | Land d'Autriche. | |
| 30 avril  | Îles Caïmans | Législatives Référendums | Territoire d'outre-mer du Royaume-Uni. Référendums portant sur la construction d'un port de croisière, sur l'introduction d'une loterie nationale et sur la dépénalisation du cannabis. | |

### Mai
| Date         | Pays        | Élections                   | Contexte                                                      | Résultats |
| ------------ | ----------- | --------------------------- | ------------------------------------------------------------- | --- |
| 1er mai      | Royaume-Uni | Locales                     |                                                               | Pour la première fois de son histoire Reform UK (extrême droite eurosceptique conservateur) arrive en tête avec 30 % des voix et prend le contrôle d'un certain nombre de collectivités locales. Le Parti travailliste (centre-gauche social-démocrate et progressiste) au pouvoir et le Parti conservateur (droite libéral-conservateur) dans l'opposition subissent des pertes historiques. |
| 4 mai        | Maurice     | Municipales                 |                                                               | L'Alliance du changement menée par le Parti travailliste (centre-gauche) remporte la quasi-totalité des sièges de conseillers municipaux. |
| 6 mai        | Sri Lanka   | Municipales                 |                                                               | Le Pouvoir populaire national (NPP, alliance de partis de gauche) arrive largement en tête et remporte quasiment la moitié des sièges de conseillers municipaux. |
| 11 mai       | Thaïlande   | Municipales                 |                                                               | |
| 11 mai       | Uruguay     | Municipales Départementales |                                                               | |
| 18 mai       | Croatie     | Municipales                 | 1er tour.                                                     | |
| 24 mai       | Tasmanie    | Sénatoriales                | Renouvellement partiel de la chambre haute au scrutin direct. | Le Parti libéral (centre droit libéral en économie) perd un siège dans la circonscription de Montgomery face à un candidat indépendant. Les deux autres sièges en jeux sont remportés par les membres sortants, respectivement du Parti travailliste (centre-gauche progressiste et social-libéral) et indépendant.                                                                           |
| 25 et 26 mai | Italie      | Municipales                 | 1er tour.                                                     | |
| 25 mai       | Suriname    | Municipales                 |                                                               | |

### Juin
| Date    | Pays      | Élections    | Contexte                               | Résultats |
| ------- | --------- | ------------ | -------------------------------------- | --------- |
| 5 juin  | Burundi   | Municipales  |                                        |           |
| 7 juin  | Lettonie  | Municipales  |                                        |           |
| 18 juin | Guernesey | Législatives | Dépendance de la Couronne britannique. |           |

### Juillet
| Date       | Pays               | Élections    | Contexte                               | Résultats |
| ---------- | ------------------ | ------------ | -------------------------------------- | --------- |
| 3 juillet  | Île de l'Ascension | Législatives | Territoire d'outre-mer du Royaume-Uni. |           |
| 17 juillet | Togo               | Municipales  |                                        |           |
| 19 juillet | Tasmanie           | Législatives | État de l'Australie.                   |           |

### Août
| Date | Pays | Élections | Contexte | Résultats |
| ---- | ---- | --------- | -------- | --------- |

### Septembre
| Date        | Pays          | Élections                   | Contexte | Résultats |
| ----------- | ------------- | --------------------------- | --- | --------- |
| 3 septembre | Sainte-Hélène | Législatives                | Territoire d'outre-mer du Royaume-Uni. |           |
| 4 septembre | Bougainville  | Présidentielle Législatives | Région autonome de Papouasie-Nouvelle-Guinée. La région a voté pour l'indépendance lors d'un référendum en 2019 mais les modalités de celle-ci sont toujours en discussion. |           |

### Octobre
| Date       | Pays              | Élections   | Contexte       | Résultats |
| ---------- | ----------------- | ----------- | -------------- | --------- |
| 2 octobre  | Portugal          | Municipales |                |           |
| 12 octobre | Kosovo            | Municipales |                |           |
| 19 octobre | Jura              | Cantonales  | Canton suisse. |           |
| 19 octobre | Macédoine du Nord | Municipales |                |           |

### Novembre
| Date       | Pays   | Élections     | Contexte | Résultats |
| ---------- | ------ | ------------- | -------- | --------- |
| 2 novembre | Québec | Muncipales    |          |           |
| 2 novembre | Québec | Préfectorales |          |           |

### Décembre
| Date | Pays | Élections | Contexte | Résultats |
| ---- | ---- | --------- | -------- | --------- |

## Date incertaine
| Date | Pays | Élections | Contexte | Résultats |
| ---- | ---- | --------- | -------- | --------- |

## Tenue incertaine
| Date | Pays                      | Élections              | Contexte                                                                                | Résultats |
| ---- | ------------------------- | ---------------------- | --------------------------------------------------------------------------------------- | --------- |
|      | Burkina Faso              | Municipales            |                                                                                         |           |
|      | Mali                      | Municipales Régionales |                                                                                         |           |
|      | Angola                    | Municipales            |                                                                                         |           |
|      | Îles Vierges britanniques | Référendum             | Territoire d'outre-mer du Royaume-Uni. Porte sur la légalisation du mariage homosexuel. |           |